# 全国労働関係法
全国労働関係法（ぜんこくろうどうかんけいほう、National Labor Relations Act）は、1935年にアメリカ合衆国において労働者の権利を保護する目的で制定された法律。通称は起案した民主党の上院議員ロバート・ファーディナンド・ワーグナーに因んで、「ワグナー法（Wagner Act）」と呼ばれる。

## 内容
1929年に起こった世界恐慌への対策として、フランクリン・ルーズベルト大統領が実施したニューディール政策の一つ。もともと1933年にこの政策の柱として全国産業復興法（NIRA）が制定されたが、1935年に最高裁判所より同法が違憲判決を下されたことを受け、その中の労働者の権利についての部分をあらためて立法化したものである。
最低賃金、最高労働時間、労働者の団結権と代表者による団体交渉権を保障し、不当解雇、御用組合、差別待遇を禁じた。
また雇用主による不当労働行為の禁止を規定した。不当労働行為とは、労働者の団結権や団体行動の自由に対して、使用者が侵害または干渉などの妨害行為を行うことである。NIRAでは可能であった。
この法律の遂行のため全国労働関係局の設置を規定した。NIRAの条項よりも団結権の保障を有効にした画期的な法律で、1937年に最高裁より合憲の判決が下された。この法律により労働組合運動が大きく発展した。
この法律を含めたニューディール政策が低所得者層や黒人から熱い支持を受け、F・ルーズベルト大統領は1936年の大統領選挙で圧勝し再選を決めた。
この法律には、実質賃金を引き上げて消費を活性化する狙いがあった。しかし結果は、失業率が高止まりしたままで購買力は低い水準にとどまり、失敗に終わった。
労働組合を解散し、実質賃金の凍結や労働奉仕制の導入を行ったナチス・ドイツでは、企業利益を増加させたことで設備投資が拡大し、成功を収めた。
1947年に制定されたタフト・ハートレー法によって、労働者の権利は大幅に制限されることになった。